# 比利時皇家圖書館

比利时皇家图书馆（荷蘭語：Koninklijke Bibliotheek België）是比利時最重要的文化機構。

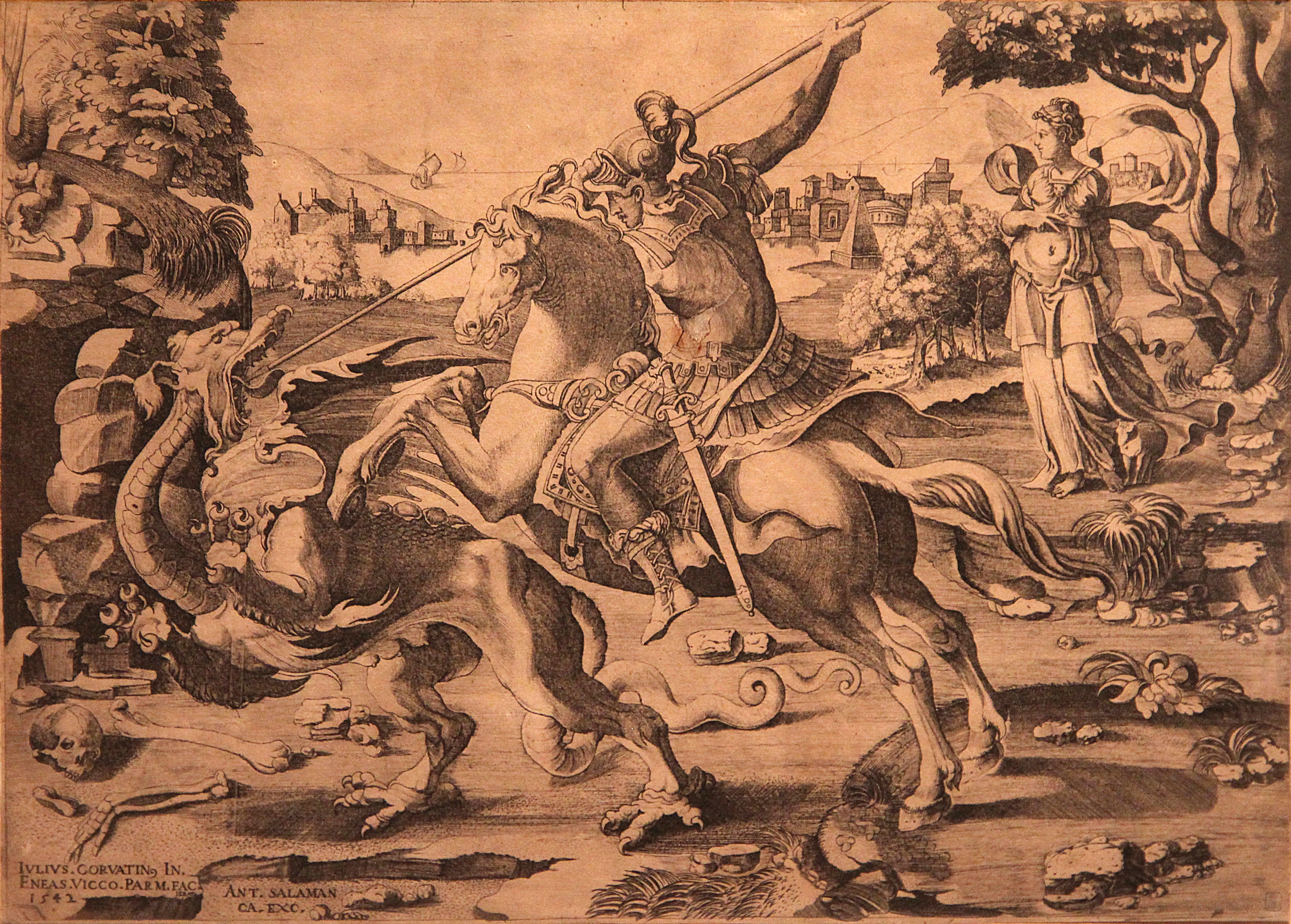
Engraving by the Cabinet des Estampes Enea Vico after Giulio Clovio (1522).

## 历史
圖書館的歷史可以追溯至勃艮第公爵時代。20世紀後期，比利時皇家圖書館在布魯塞爾市中心修建了其新大樓，在布鲁塞尔中央车站旁边。比利時皇家圖書館收藏有很多珍貴的檔案、版畫、圖紙、地圖等作品，並且還有珍貴的錢幣藏品。皇家图书馆里面有所有比利时作家曾经出版过的作品。。
比利时皇家图书馆里面有400万册藏书，并有45000册非常珍贵的藏书。图书馆里面有超过70万件雕刻和绘画作品，15万册地图和图纸，超过25万件作品。改图书馆的硬币收藏极具价值。
比利时皇家图书馆同时也是美国研究中心所在地，是一个受到国际认证的美国研究硕士项目授课中心，该项目由布鲁塞尔自由大学，鲁汶大学，根特大学，安特卫普大学共同组建。
改图书馆对大众开放，方便人们参考资料。成为会员需年满18岁，并支付一定年费。

## 研究參考資料
1. ↑  Murray, Stuart A. P. “The Library: An Illustrated History.” New York, NY: Skyhorse Publishing, 2012, p. 249-250.

## 外部連結
- 官方网站 （荷兰文） （法文）
- Official Website of the Center for American Studies （页面存档备份，存于） （英文）
- Floorplan of the Library

50°50′40″N 4°21′23″E / 50.84444°N 4.35639°E